# Boat Trip
Boat Trip is een Amerikaanse film uit 2002 geregisseerd door Mort Nathan. De hoofdrollen worden vertolkt door Cuba Gooding jr. en Horatio Sanz.

## Verhaal
Jerry Robinson vraagt zijn vriendin ten huwelijk in een luchtballon. Hij heeft echter hoogtevrees en geeft over op zijn aanstaande bruid. Het huwelijk wordt geannuleerd en Jerry komt in een depressie terecht. Hij komt zelfs zijn huis niet meer uit. Zijn vriend Nick besluit om samen met hem een cruise te maken om nieuwe vrouwen te leren kennen. Als de twee aan boord stappen en het schip de haven verlaat, komen ze erachter dat ze op een homocruise terecht zijn gekomen. Ze kunnen er echter niet meer af, en daarom besluiten ze het beste ervan te maken. Jerry ontmoet er de enige vrouw aan boord, de danslerares Gabriella en wordt op slag verliefd. Zij kan echter geen heteroseksuele mannen meer zien, dus Jerry doet alsof hij homoseksueel is. Gabriella komt erachter dat hij toch hetero is en voelt zich bedrogen, maar Jerry kan zich nog laten vergeven.

## Rolverdeling
- Cuba Gooding jr. - Jerry Robinson
- Horatio Sanz - Nick Ragoni
- Roselyn Sánchez - Gabriella
- Vivica A. Fox - Felicia
- Maurice Godin - Hector
- Roger Moore - Lloyd Faversham
- Lin Shaye - Sonya
- Victoria Silvstedt - Inga
- Ken Hudson Campbell - Tom
- Zen Gesner - Ron

## Prijzen en nominaties
- Golden Raspberry Award
  - Genomineerd: Slechtste acteur (Cuba Gooding jr.)
  - Genomineerd: Slechtste regisseur (Mort Nathan)

## Trivia
- De film was klaar in 2001, maar verscheen pas in 2003 in de Amerikaanse bioscopen.
- De filmopnames vonden plaats in Keulen en Griekenland.